# 6-Hydroxynaphthalin-2-sulfonsäure
6-Hydroxynaphthalin-2-sulfonsäure (Trivialname Schäffer-Säure) ist eine chemische Verbindung aus der Gruppe der Buchstabensäuren.

## Gewinnung und Darstellung
6-Hydroxynaphthalin-2-sulfonsäure kann durch Sulfonierung von 2-Naphthol mit Schwefelsäure, gegebenenfalls unter Zusatz von Natriumsulfat, gewonnen werden. Zunächst erfolgt die Sulfonierung in der 1-Position zur 2-Hydroxynaphthalin-1-sulfonsäure, gefolgt von der Sulfonierung in der 6-Position. Die 2-Hydroxynaphthalin-1,6-disulfonsäure wird anschließend zum Endprodukt desulfoniert. Die Darstellung der 6-Hydroxynaphthalin-2-sulfonsäure wurde 1869 von Louis Schaeffer beschrieben. Nach der Umsetzung von 2-Naphthol mit Schwefelsäure isolierte er das Produkt durch Neutralisation mit Bleicarbonat als Bleisalz. Aus der wässrigen Lösung des Bleisalzes kann die freie Säure durch Umsetzung mit Schwefelwasserstoff erhalten werden.

## Eigenschaften
6-Hydroxynaphthalin-2-sulfonsäure ist ein weißer Feststoff, der sehr gut löslich in Wasser ist. Das aus wässrigen Lösungen auskristallisierenden Dihydrat schmilzt ohne Zersetzung bei 118 °C. Das Anhydrat schmilzt ohne Zersetzung bei 167 °C. Der meist angegebene Schmelzpunkt von 125 °C passt zu dem gewöhnlich bei den normalen Herstellungs- und Trocknungsverfahren entstehenden Monohydrat.

## Verwendung
Das (auch Schäffers-Salz genannte) Natriumsalz der 6-Hydroxy-2-naphthalinsulfonsäure ist eine Kupplungskomponente, die zur Herstellung von Azofarbstoffen verwendet wird.